# ISO 15919
La norma ISO 15919 "Transliteración de Devanagari y escrituras índicas relacionadas en caracteres latinos" es una de la serie de normas internacionales establecidas para la romanización por la Organización Internacional de Normalización. 
Fue publicada en 2001 y usa diacríticos para mapear el conjunto mucho más grande de consonantes y vocales en escrituras bráhmicas a la escritura latina.

## Descripción general
| ISO | 7-bit ISO | Deva | Aran | Beng | Guru | Gujr | Orya | Taml | Telu | Knda | Mlym | Sinh |
| --- | --------- | ---- | ---- | ---- | ---- | ---- | ---- | ---- | ---- | ---- | ---- | ---- |
| a   | a         | अ    | اَ‎    | অ    | ਅ    | અ    | ଅ    | அ    | అ    | ಅ    | അ    | අ    |
| ā   | aa        | आ    | آ‎    | আ    | ਆ    | આ    | ଆ    | ஆ    | ఆ    | ಆ    | ആ    | ආ    |
| æ   | ae        |      |      |      |      |      |      |      |      |      |      | ඇ    |
| ǣ   | aee       |      |      |      |      |      |      |      |      |      |      | ඈ    |
| i   | i         | इ    | اِ‎    | ই    | ਇ    | ઇ    | ଇ    | இ    | ఇ    | ಇ    | ഇ    | ඉ    |
| ī   | ii        | ई    | اِی‎   | ঈ    | ਈ    | ઈ    | ଈ    | ஈ    | ఈ    | ಈ    | ഈ    | ඊ    |
| u   | u         | उ    | اُ‎    | উ    | ਉ    | ઉ    | ଉ    | உ    | ఉ    | ಉ    | ഉ    | උ    |
| ū   | uu        | ऊ    | اُو‎   | ঊ    | ਊ    | ઊ    | ଊ    | ஊ    | ఊ    | ಊ    | ഊ    | ඌ    |
| ŭ   | ^u        |      |      |      |      |      |      |      |      |      | ്     |      |
| r̥   | ,r        | ऋ    |      | ঋ    |      | ઋ    | ଋ    |      | ఋ    | ಋ    | ഋ    | ඍ    |
| r̥̄   | ,rr       | ॠ    |      | ৠ    |      | ૠ    | ୠ    |      | ౠ    | ೠ    | ൠ    | ඎ    |
| l̥   | ,l        | ऌ    |      | ঌ    |      | ઌ    | ଌ    |      | ఌ    | ಌ    | ഌ    | ඏ    |
| l̥̄   | ,ll       | ॡ    |      | ৡ    |      | ૡ    | ୡ    |      | ౡ    | ೡ    | ൡ    | ඐ    |
| e   | e         | ऎ    |      |      |      |      |      | எ    | ఎ    | ಎ    | എ    | එ    |
| ē   | ee        | ए    | اے‎   | এ    | ਏ    | એ    | ଏ    | ஏ    | ఏ    | ಏ    | ഏ    | ඒ    |
| ê   | ^e        | ॲ, ऍ |      |      |      | ઍ    |      |      |      |      |      |      |
| ai  | ai        | ऐ    | اَے‎   | ঐ    | ਐ    | ઐ    | ଐ    | ஐ    | ఐ    | ಐ    | ഐ    | ඓ    |
| o   | o         | ऒ    |      |      |      |      |      | ஒ    | ఒ    | ಒ    | ഒ    | ඔ    |
| ō   | oo        | ओ    | او‎   | ও    | ਓ    | ઓ    | ଓ    | ஓ    | ఓ    | ಓ    | ഓ    | ඕ    |
| ô   | ^o        | ऑ    |      |      |      | ઑ    |      |      |      |      |      |      |
| au  | au        | औ    | اَو‎   | ঔ    | ਔ    | ઔ    | ଔ    | ஔ    | ఔ    | ಔ    | ഔ    | ඖ    |
| ṁ   | ;m        | ं     | ں‎    | ং     | ਂ     | ં     | ଂ     | ஂ     | ం     | ಂ     | ം     | ං     |
| ṃ   | .m        |      |      |      | ੰ     |      |      |      |      |      |      |      |
| m̐   | ~m        | ँ     | ں‎    | ঁ     | ਁ     | ઁ     | ଁ     |      | ఀ     |      |      |      |
| n̆   | ^n        |      |      |      |      |      |      |      | ఁ     |      |      |      |
| ḥ   | .h        | ः     | ہ‎    | ঃ     | ਃ     | ઃ     | ଃ     |      | ః     | ಃ     | ഃ     | ඃ     |
| ẖ   | _h        | ᳵ    |      |      |      |      |      |      |      | ೱ    |      |      |
| ḫ   | ^h        | ᳶ    |      |      |      |      |      |      |      | ೲ    |      |      |
| ḵ   | _k        |      |      |      |      |      |      | ஃ    |      |      |      |      |
| k   | k         | क    | ک‎    | ক    | ਕ    | ક    | କ    | க    | క    | ಕ    | ക    | ක    |
| kh  | kh        | ख    | کھ‎   | খ    | ਖ    | ખ    | ଖ    |      | ఖ    | ಖ    | ഖ    | ඛ    |
| g   | g         | ग    | گ‎    | গ    | ਗ    | ગ    | ଗ    |      | గ    | ಗ    | ഗ    | ග    |
| gh  | gh        | घ    | گھ‎   | ঘ    | ਘ    | ઘ    | ଘ    |      | ఘ    | ಘ    | ഘ    | ඝ    |
| ṅ   | ;n        | ङ    | ن٘‎    | ঙ    | ਙ    | ઙ    | ଙ    | ங    | ఙ    | ಙ    | ങ    | ඞ    |
| n̆g  | ^ng       |      |      |      |      |      |      |      |      |      |      | ඟ    |
| c   | c         | च    | چ‎    | চ    | ਚ    | ચ    | ଚ    | ச    | చ    | ಚ    | ച    | ච    |
| ĉ   | ^c        |      |      |      |      |      |      |      | ౘ    |      |      |      |
| ch  | ch        | छ    | چھ‎   | ছ    | ਛ    | છ    | ଛ    |      | ఛ    | ಛ    | ഛ    | ඡ    |
| j   | j         | ज    | ج‎    | জ    | ਜ    | જ    | ଜ    | ஜ    | జ    | ಜ    | ജ    | ජ    |
| jh  | jh        | झ    | جھ‎   | ঝ    | ਝ    | ઝ    | ଝ    |      | ఝ    | ಝ    | ഝ    | ඣ    |
| ñ   | ~n        | ञ    | ڃ‎    | ঞ    | ਞ    | ઞ    | ଞ    | ஞ    | ఞ    | ಞ    | ഞ    | ඤ    |
| n̆j  | ^nj       |      |      |      |      |      |      |      |      |      |      | ඦ    |
| ṭ   | .t        | ट    | ٹ‎    | ট    | ਟ    | ટ    | ଟ    | ட    | ట    | ಟ    | ട    | ට    |
| ṭh  | .th       | ठ    | ٹھ‎   | ঠ    | ਠ    | ઠ    | ଠ    |      | ఠ    | ಠ    | ഠ    | ඨ    |
| ḍ   | .d        | ड    | ڈ‎    | ড    | ਡ    | ડ    | ଡ    |      | డ    | ಡ    | ഡ    | ඩ    |
| ḍh  | .dh       | ढ    | ڈھ‎   | ঢ    | ਢ    | ઢ    | ଢ    |      | ఢ    | ಢ    | ഢ    | ඪ    |
| ṛ   | .r        | ड़    | ڑ‎    | ড়    | ੜ    |      | ଡ଼    |      |      |      |      |      |
| ṛh  | .rh       | ढ़    | ڑھ‎   | ঢ়    |      |      | ଢ଼    |      |      |      |      |      |
| ṇ   | .n        | ण    | ݨ‎    | ণ    | ਣ    | ણ    | ଣ    | ண    | ణ    | ಣ    | ണ    | ණ    |
| n̆ḍ  | ^n.d      |      |      |      |      |      |      |      |      |      |      | ඬ    |
| t   | t         | त    | ت‎    | ত    | ਤ    | ત    | ତ    | த    | త    | ತ    | ത    | ත    |
| th  | th        | थ    | تھ‎   | থ    | ਥ    | થ    | ଥ    |      | థ    | ಥ    | ഥ    | ථ    |
| d   | d         | द    | د‎    | দ    | ਦ    | દ    | ଦ    |      | ద    | ದ    | ദ    | ද    |
| dh  | dh        | ध    | دھ‎   | ধ    | ਧ    | ધ    | ଧ    |      | ధ    | ಧ    | ധ    | ධ    |
| n   | n         | न    | ن‎    | ন    | ਨ    | ન    | ନ    | ந    | న    | ನ    | ന    | න    |
| n̆d  | ^nd       |      |      |      |      |      |      |      |      |      |      | ඳ    |
| p   | p         | प    | پ‎    | প    | ਪ    | પ    | ପ    | ப    | ప    | ಪ    | പ    | ප    |
| ph  | ph        | फ    | پھ‎   | ফ    | ਫ    | ફ    | ଫ    |      | ఫ    | ಫ    | ഫ    | ඵ    |
| b   | b         | ब    | ب‎    | ব    | ਬ    | બ    | ବ    |      | బ    | ಬ    | ബ    | බ    |
| bh  | bh        | भ    | بھ‎   | ভ    | ਭ    | ભ    | ଭ    |      | భ    | ಭ    | ഭ    | භ    |
| m   | m         | म    | م‎    | ম    | ਮ    | મ    | ମ    | ம    | మ    | ಮ    | മ    | ම    |
| m̆b  | ^mb       |      |      |      |      |      |      |      |      |      |      | ඹ    |
| ṟ   | _r        | ऱ    |      |      |      |      |      | ற    | ఱ    | ಱ    | റ    |      |
| ṯ   | _t        |      |      |      |      |      |      |      |      |      | ഺ    |      |
| ṉ   | _n        | ऩ    |      |      |      |      |      | ன    |      |      | ഩ    |      |
| ḻ   | _l        | ऴ    |      |      |      |      |      | ழ    | ఴ    | ೞ    | ഴ    |      |
| y   | y         | य    | ی‎    | য    | ਯ    | ય    | ଯ    | ய    | య    | ಯ    | യ    | ය    |
| ẏ   | ;y        | य़    |      | য়    |      |      | ୟ    |      |      |      |      |      |
| r   | r         | र    | ر‎    | র, ৰ | ਰ    | ર    | ର    | ர    | ర    | ರ    | ര    | ර    |
| r̆   | ^r        | ऱ्    |      |      |      |      |      |      |      |      |      |      |
| l   | l         | ल    | ل‎    | ল    | ਲ    | લ    | ଲ    | ல    | ల    | ಲ    | ല    | ල    |
| ḷ   | .l        | ळ    |      |      | ਲ਼    | ળ    | ଳ    | ள    | ళ    | ಳ    | ള    | ළ    |
| v   | v         | व    | و‎    | ৱ    | ਵ    | વ    | ଵ    | வ    | వ    | ವ    | വ    | ව    |
| ś   | ;s        | श    | ش‎    | শ    | ਸ਼    | શ    | ଶ    | ஶ    | శ    | ಶ    | ശ    | ශ    |
| ṣ   | .s        | ष    |      | ষ    |      | ષ    | ଷ    | ஷ    | ష    | ಷ    | ഷ    | ෂ    |
| s   | s         | स    | س‎    | স    | ਸ    | સ    | ସ    | ஸ    | స    | ಸ    | സ    | ස    |
| h   | h         | ह    | ہ‎    | হ    | ਹ    | હ    | ହ    | ஹ    | హ    | ಹ    | ഹ    | හ    |
| ’   | '         | ऽ    |      | ঽ    |      | ઽ    | ଽ    |      | ఽ    | ಽ    | ഽ    |      |
| q   | q         | क़    | ق‎    | ক়    | ਕ਼    | ક઼    |      |      |      |      |      |      |
| k͟h  | _kh       | ख़    | خ‎    | খ়    | ਖ਼    | ખ઼    |      |      |      |      |      |      |
| ġ   | .g        | ग़    | غ‎    | গ়    | ਗ਼    | ગ઼    |      |      |      |      |      |      |
| z   | z         | ज़    | ز‎    | জ়    | ਜ਼    | જ઼    |      |      | ౙ    | ಜ಼    |      |      |
| f   | f         | फ़    | ف‎    | ফ়    | ਫ਼    | ફ઼    |      |      |      | ಫ಼    |      | ෆ    |
| s̱   | _s        | थ़    | ث‎    |      |      |      |      |      |      |      |      |      |
| s̤   | ,s        | स़    | ص‎    |      |      |      |      |      |      |      |      |      |
| h̤   | ,h        | ह़    | ح‎    |      |      |      |      |      |      |      |      |      |
| t̤   | ,t        | त़    | ط‎    |      |      |      |      |      |      |      |      |      |
| ‘   | .         |      | ع‎    |      |      |      |      |      |      |      |      |      |
| w   | w         |      | و‎    |      |      |      |      |      |      |      |      |      |
| ž   | ^z        | झ़    | ژ‎    |      |      |      |      |      |      |      |      |      |
| ẕ   | _z        |      | ذ‎    |      |      |      |      |      |      |      |      |      |
| ż   | ;z        |      | ض‎    |      |      |      |      |      |      |      |      |      |
| ẓ   | .z        |      | ظ‎    |      |      |      |      |      |      |      |      |      |

## Relación con otros sistemas
ISO 15919 es una norma internacional sobre la romanización de muchas escrituras bráhmicas, que fue acordada en 2001 por una red de institutos nacionales de normalización de 157 países. Sin embargo, el sistema de transliteración de Hunter es el "sistema nacional de romanización en India" y un grupo de expertos de las Naciones Unidas señalaron acerca de la norma ISO 15919 que "no existe evidencia del uso del sistema ni en India ni en productos cartográficos internacionales".
Otra norma, sobre los Sistemas de Romanización de Nombres Geográficos de las Naciones Unidas (UNRSGN), fue desarrollada por el Grupo de Expertos de Nombres Geográficos de las Naciones Unidas (UNGEGN) y cubre muchas escrituras bráhmicas.
La romanización ALA-LC fue aprobada por la Biblioteca del Congreso de Estados Unidos y la Asociación de Bibliotecas de Estados Unidos y es un estándar estadounidense. El Alfabeto Internacional de Transliteración Sánscrita (IAST) no es un estándar (ya que no existe ninguna especificación para él) sino una convención desarrollada en Europa para la transliteración del sánscrito en lugar de la transcripción de las escrituras bráhmicas.
Como diferencia notable, ambos estándares internacionales, ISO 15919 y UNRSGN transliteran el anusvara como ṁ, mientras que ALA-LC e IAST usan ṃ. Sin embargo, ISO 15919 proporciona una guía para eliminar la ambigüedad entre varias situaciones anusvara (como nasalizaciones labiales o dentales), que se describen en la tabla que viene a continuación.

## Comparación con UNRSGN e IAST
La siguiente tabla muestra las diferencias entre ISO 15919, UNRSGN e IAST para la transliteración devanagari.
| Devanagari | ISO 15919 | UNRSGN | IAST | Observación |
| ---------- | --------- | ------ | ---- | --- |
| ए / े       | ē         | e      | e    | Para distinguir entre 'e' larga y corta en idiomas dravidianos, 'o' ahora representa ऎ / ॆ (corta). Téngase en cuenta que el uso de ē se considera opcional en ISO 15919, y el uso de e para ए (larga) es aceptable para idiomas que no distinguen 'e' larga y corta. |
| ओ / ो       | ō         | o      | o    | Para distinguir entre 'o' larga y corta en idiomas dravidianos, 'o' ahora representa ऒ / ॊ (corta). Téngase en cuenta que el uso de ō se considera opcional en ISO 15919, y el uso de o para ओ (larga) es aceptable para idiomas que no distinguen 'o' larga y corta. |
| ऋ / ृ       | r̥         | ṛ      | ṛ    | En ISO 15919, ṛ es usada para representar ड़. |
| ॠ / ॄ       | r̥̄         | ṝ      | ṝ    | Por consistencia con r̥ |
| ऌ / ॢ       | l̥         | l̤      | ḷ    | En ISO 15919, ḷ es usada para representar ळ. |
| ॡ / ॣ       | l̥̄         | l̤̄      | ḹ    | Por consistencia con l̥ |
| ◌ं          | ṁ         | ṁ      | ṃ    | ISO 15919 tiene dos opciones sobre anusvara. (1) En la opción de nasalización simplificada, un anusvara es siempre transliterado como ṁ. (2) En la opción de nasalización estricta, anusvara antes de una consonante de clase es transliterada como nasal de clase—ṅ antes de k, kh, g, gh, ṅ; ñ antes de c, ch, j, jh, ñ; ṇ antes de ṭ, ṭh, ḍ, ḍh, ṇ; n antes de t, th, d, dh, n; m antes de p, ph, b, bh, m; ṃ a veces se utiliza para representar específicamente Tippi Gurmují ੰ. |
| ◌ं          | ṅ ñ ṇ n m | ṁ      | ṃ    | ISO 15919 tiene dos opciones sobre anusvara. (1) En la opción de nasalización simplificada, un anusvara es siempre transliterado como ṁ. (2) En la opción de nasalización estricta, anusvara antes de una consonante de clase es transliterada como nasal de clase—ṅ antes de k, kh, g, gh, ṅ; ñ antes de c, ch, j, jh, ñ; ṇ antes de ṭ, ṭh, ḍ, ḍh, ṇ; n antes de t, th, d, dh, n; m antes de p, ph, b, bh, m; ṃ a veces se utiliza para representar específicamente Tippi Gurmují ੰ. |
| ◌ँ          | m̐         |        | m̐    | La nasalización de vocales se transcribe como una tilde sobre la vocal transliterada (sobre la segunda vocal en el caso de un dígrafo como aĩ, aũ), excepto en sánscrito. |

## Soporte de fuentes
Solo ciertas fuentes admiten todos los caracteres latinos Unicode para la transliteración de escrituras índicas, de acuerdo con este estándar. Por ejemplo, la fuente Tahoma admite casi todos los caracteres necesarios. Los paquetes de fuentes Arial y Times New Roman que vienen con Microsoft Office 2007 y versiones posteriores también admiten la mayoría de los caracteres adicionales latinos extendidos como ḑ, ḥ, ḷ, ḻ, ṁ, ṅ, ṇ, ṛ, ṣ y ṭ.
No existe un diseño de teclado estándar para la entrada ISO 15919, pero muchos sistemas proporcionan una forma de seleccionar caracteres Unicode visualmente. ISO/IEC 14755 se refiere a esto como un método de entrada de selección de pantalla.